# Sandoná
Sandoná ist eine Gemeinde (municipio) im Departamento Nariño in Kolumbien.

## Geographie
Sandoná liegt in der Provinz Pasto in Nariño auf einer Höhe von 1848 Metern und hat eine Jahresdurchschnittstemperatur von 19,8 °C. An die Gemeinde grenzen im Norden El Tambo und La Florida, im Osten La Florida, im Süden Consacá und im Westen Linares und Ancuyá.

## Bevölkerung
Die Gemeinde Sandoná hat 25.759 Einwohner, von denen 12.111 im städtischen Teil (cabecera municipal) der Gemeinde leben (Stand: 2019).

## Geschichte
Auf dem Gebiet der heutigen Gemeinde lebte ursprünglich das indigene Volk der Quillacinga. Sandoná wurde 1867 gegründet.

## Wirtschaft
Die wichtigsten Wirtschaftszweige von Sandoná sind Landwirtschaft (insbesondere Zuckerrohr und Kaffee), Milchproduktion und Kunsthandwerk (Flechtwerke aus dem „Toquillastroh“ des Scheibenblumengewächses).

## Söhne und Töchter
- Jaime Alberto Cabrera Arcos (* 1967), römisch-katholischer Geistlicher, Bischof von Garzón